# Loma Alta (Santa Elena)
La comuna Loma Alta pertenece a la Parroquia Colonche del Cantón Santa Elena, fue fundada el 10 de enero de 1937, Acuerdo ministerial N.º 224 del 6 de marzo de 1939. Esta comunidad posee un bosque protector, con mucha riqueza en flora y fauna, además de un vivero y una estación meteorológica. Poseen un río denominado Río California, y un dispensario médico del Seguro Social Campesino.

## Sus Habitantes
En Loma Alta, que es una de las comunas mayormente desarrolladas se dedican a la agricultura dado  que  las  tierras  de  esta  comuna  permite  el  desarrollo  de  cultivos  de  ciclo  corto  como tomate, pimiento,  pepino, plantas  medicinales;  y  de  ciclo  largo  como  toquilla, tagua,  toronja, borojo,  mandarina,  naranja,  cacao,  limón,  plátano,  café,  etc., existe  también  la  venta  de  paja toquilla. Existe en la comuna actividad ganadera.
La comunidad de Loma Alta comprende cuatro poblaciones pequeñas: La Ponga, La Unión, Loma Alta y El Suspiro. 

## Reserva Ecológica
La Reserva Ecológica Comunal de Loma Alta se localiza en la Cordillera Chongón-Colonche.La Reserva fue establecida por la misma comunidad para proteger las fuentes de agua y para evitar invasiones y pérdidas de tierras.  La Reserva incluye áreas de bosque de neblina o de garúa, así como bosques secundarios y áreas en regeneración.  En las partes más bajas de la cordillera la vegetación es seca y caduca.  La presencia de garúa y, por tanto, la humedad del bosque, es mayor en los meses de junio a octubre. En las tierras alrededor de la comunidad se llevan a cabo actividades agropecuarias de subsistencia (cultivos de ciclo corto, cría de aves de corral y ganado vacuno). Aproximadamente 500 hectáreas de la Reserva están destinadas al cultivo de Paja Toquilla (Carludovica palmata) que es procesada y comercializada por la comunidad.  A partir del nombramiento de la Reserva, la comunidad de Loma Alta, con el apoyo de Fundación Natura Guayaquil, estableció una política de regulaciones para el uso sustentable del bosque y sus recursos.
Se han registrado alrededor de 300 especies, entre las que se incluyen varias especies endémicas tumbesinas, del Chocó y otras típicamente andinas como Adelomyia melanogenys, Coeligena wilsoni y Mionectes striaticollis.
Loma Alta es uno de los escasos sitios donde se ha registrado a Acestrura berlepschi, la que se encuentra en asociación con arbustos del género Psychotria.
Algunas especies amenazadas y endémicas tumbesinas, como Lathrotriccus griseipectus y Ortalis erythroptera, son comunes y podrían existir poblaciones numerosas en Loma Alta. Además, varias especies realizan movimientos migratorios estacionales, como Basileuterus fraseri.